# Missa brevis no 2 de Mozart
Pour les articles homonymes, voir Missa Brevis et K65.
La Missa brevis no 2 en ré mineur, K. 65/61a est une messe de Wolfgang Amadeus Mozart qu'il a terminée à Salzbourg le 14 janvier 1769.

## Historique
Aujourd'hui, on pense que cette messe a été interprétée à la Kollegienkirche de l'Université de Salzbourg au début d'une « quarantaine ». Étant une messe de Carême, il est probable que le Gloria n'a pas été interprété cette fois là, et qu'il a été composé à l'occasion d'une utilisation postérieure de l'œuvre. C'est la composition la plus courte de Mozart et basée sur l'ordinaire de la messe. C'est aussi son unique messe brève écrite dans une tonalité mineure.

## Structure
L'œuvre est composée de six mouvements, qui suivent l'ordinaire de la messe:
1. Kyrie (Adagio ➜ Allegro, ré mineur, à  ➜ à 
, 40 mesures) - partition
2. Gloria (Allegro moderato, ré mineur, à , 49 mesures) - partition
3. Credo (Allegro moderato, ré mineur, à 
, en tout 145 mesures) - partition
—Et incarnatus est... (Adagio (mesure 40), ré mineur, à ) - partition
—Et resurrexit... (Allegro moderato (mesure 58, ré mineur, à 
) - partition
—Et vitam venturi saeculi... (Più mosso (mesure 123), ré mineur, à , en tout 22 mesures)  - partition
4. Sanctus (Adagio, ré mineur, à ) - partition
—Pleni sunt coeli et terra... (Allegro (mesure 11), ré mineur, à ) - partition
—Hosanna in excelsis... (Allegro, ré mineur, à 
) - partition
5. Benedictus (Andante, sol mineur, à ; duo soprano/contralto) - partition
—Hosanna in excelsis (da capo)... (Allegro, ré mineur, à 
)
6. Agnus Dei (Andante, ré mineur, à , 78 mesures) - partition
—Dona nobis pacem... (Vivace (mesure 12), ré mineur, à 
) - partition

## Instrumentation
| Instrumentation de la messe en ré mineur K. 65/61a                           |
| Voix                                                                         |
| Solo : soprano, alto, ténor, baryton Chœur : sopranos, altos, ténors, basses |
| Cordes                                                                       |
| premiers violons, seconds violons                                            |
| Cuivres                                                                      |
| 3 trombones (alto, ténor et basse) colla parte                               |
| Clavier                                                                      |
| orgue (basse continue)                                                       |